# Morgan Sparks
Morgan Sparks (6 de julio de 1916 - 3 de mayo de 2008) fue un científico e ingeniero estadounidense que ayudó a desarrollar el transistor de unión bipolar de microwatt en 1951, lo que fue un paso crítico en la fabricación de transistores usables para la electrónica diaria. Sparks dirigió Sandia National Laboratories.

## Vida y educación tempranas
Sparks nació en Pagosa Springs, Colorado y fue un estudiante no licenciado en la Universidad Rice y después hizo su trabajo de PhD en química física en la Universidad de Illinois en Urbana-Champaign.

## Carrera
Sparks fue a trabajar en los Laboratorios Bell en donde John Bardeen, Walter Brattain y William Shockley estaban desarrollando el primer transistor. Sparks permaneció en los Laboratorios Bell y trabajó allí para desarrollar el transistor de unión bipolar de microvatio que ayudó a hacer los transistores lo suficientemente prácticos para el uso común. Más adelante, Sparks dejó los Laboratorios Bell para convertirse en el director de Sandia National Laboratories.